# Luntertun
Luntertun var en medeltida skånsk stad i det inre av Skälderviken i anslutning till Rönne ås utlopp i viken. Staden hade det alternativa namnet Rynestad efter Rönne å. Staden och dess församling upphörde att existera 1516 då Kristian II bestämde att en ny stad, Ängelholms stad, skulle anläggas en bit uppströms ån. Församlingen uppgick i Barkåkra församling.
Det bevarade skriftliga källmaterialet är mycket begränsat. Luntertuns medeltida betydelse framskymtar emellertid i det faktum att det i staden årligen avhölls en av Skånes sju stora, lagliga marknader. Detta framgår av bevarade handlingar från 1504. Marknaden i Luntertun hölls varje år på S:t Bartolomei dag (24 augusti). Ytterligare en av Skånes sju marknader var knuten till området, Grevie marknad. Grevie ligger nära Luntertun i centrum av Bjärehalvön.
Namnet Luntertun omtalas första gången 1303 då den danske kungen försäkrar Jon Litle att laxgården vid Luntertun inte ska hindra laxarna att om våren gå uppför Rönneå. Vid denna tid bör det ha funnits ett mindre kapell på platsen. Efter utgrävning av kyrkoruinen 1925-1927 menade nämligen utgrävaren Olle Källström att kapellet bör kunna föras ner i 1200-talet. 1471 lade ärkebiskop Tuve ”det nyuppförda kapellet i Luntertun” under sockenkyrkan i Barkåkra. Kristian II bestämde 1516 att kyrkan skulle nedrivas vilket dock inte verkar ha verkställts. I stället revs kyrkan i Luntertun efter det svenska övertagandet på order av Gustaf Otto Stenbock på Vegeholm för att byggnadsmaterialet skulle kunna återanvändas av honom. Kyrkklockan flyttades till Ängelholms kyrka där den fortfarande används.
1482 omtalas en befästning och kunglig fogde i området: ”Breff aff kongens ffoget pa Rønengord hoss Løntertund”. På Rönneholm, en liten ö i Rönneå direkt invid stadsområdet fanns på 1300-talet ett fort. Vid utgrävningar på ön 1866 och 1907 framkom rester efter en större byggnad, delvis uppförd av kalk och tegel samt rester av en träbyggnad. Om denna verkligen är identiskt med "Rønengord" torde vara osäkert.
En bro över Rönneå omtalas tidigt på platsen. Troligt är att den ”Roelyngbro” som omtalas vid mitten av 1200-talet är identisk med denna bro. Läget har varit betydelsefullt då den viktiga landsvägen mellan Skåne och Halland gått fram här. 1360 gav hertig Albrekt fri lejd till Rögnabro och 1436 omtalas i Karlskrönikan att Engelbrekts svenska styrkor mötte de danska för förhandlingar vid Rynabro. 1471 preciseras läget för Rynebroo: ”Rynestath eller med ett annat namn Luntertun ligger bredvid bron Rynebroo”.  
Så sent som 1871 omtalades att lämningar efter brofästet mitt emot Luntertun fortfarande fanns kvar. Själva stenkaren till bron berättas ha förstörts av strömmen och isarna. Ekbjälkar från bron ska ha blivit återanvända i det då på platsen befintliga gamla fiskarhuset.
1516 nedlades på Kristian II:s order Luntertun och Ängelholm skapades i stället. 4 mars detta år flyttades  marknaden i Grevie till den nya köpstaden Ängelholm. Båstad försvinner också som köpstad vid samma tid. Ängelholms tillkomst ska alltså ses som ett försök av kungen att genom centralisering stärka handeln på Bjärehalvön.  
I dag är det endast den framgrävda kyrkoruinen som visar på Luntertuns medeltida storhetstid.
Namnet Luntertun är svårtolkat och har genom tiderna förbryllat namnforskare. Diverse tolkningsförslag har framförts, till exempel att det skulle vara en lågtysk form av London town eller att det innehåller substantivet *lunter med betydelsen ’lätting, dagdrivare, trög människa'. Det senare förslaget får räknas som den troligaste tolkningen hittills.